# Theodor-Peter av Bulgarien
Theodor-Peter av Bulgarien, död 1197, var Bulgariens regent från 1185 till 1197.